# Віннебейґо (Міннесота)
Віннебейґо (англ. Winnebago) — місто (англ. city) в США, в окрузі Феріболт штату Міннесота. Населення — 1391 особа (2020).

## Географія
Віннебейґо розташоване за координатами 43°45′50″ пн. ш. 94°10′14″ зх. д. / 43.76389° пн. ш. 94.17056° зх. д. (43.763811, -94.170628).  За даними Бюро перепису населення США в 2010 році місто мало площу 5,88 км², з яких 5,87 км² — суходіл та 0,01 км² — водойми.

## Демографія
Згідно з переписом 2010 року, у місті мешкало 1437 осіб у 609 домогосподарствах у складі 379 родин. Густота населення становила 244 особи/км².  Було 688 помешкань (117/км²).
Расовий склад населення:
| - 95,5 % — білих - 0,6 % — корінних американців - 0,1 % — чорних або афроамериканців - 0,1 % — азіатів - 2,6 % — осіб інших рас |

До двох чи більше рас належало 1,0 %. Частка іспаномовних становила 7,5 % від усіх жителів.
За віковим діапазоном населення розподілялося таким чином: 23,3 % — особи молодші 18 років, 54,6 % — особи у віці 18—64 років, 22,1 % — особи у віці 65 років та старші. Медіана віку мешканця становила 42,3 року. На 100 осіб жіночої статі у місті припадало 92,4 чоловіків;  на 100 жінок у віці від 18 років та старших — 94,0 чоловіків також старших 18 років.
Середній дохід на одне домашнє господарство  становив 48 261 долар США (медіана — 42 083), а середній дохід на одну сім'ю — 57 666 доларів (медіана — 49 276). Медіана доходів становила 42 171 долар для чоловіків та 33 917 доларів для жінок. За межею бідності перебувало 15,1 % осіб, у тому числі 15,7 % дітей у віці до 18 років та 8,7 % осіб у віці 65 років та старших.
Цивільне працевлаштоване населення становило 670 осіб. Основні галузі зайнятості: освіта, охорона здоров'я та соціальна допомога — 27,5 %, виробництво — 18,8 %, будівництво — 14,3 %.